# 唐群容
唐群容（1966年—），四川仁寿人,女，汉族，中华人民共和国政治人物、第十二届全国人民代表大会四川地区代表。
毕业于四川省委党校农村经济管理专业。加入中国共产党。2002年，当选文林镇建设路社区党支部书记，2006年11月任文林路社区任党总支书记，2013年，担任全国人大代表。